# Tiopropazat
Tiopropazatul este un antipsihotic tipic derivat de fenotiazină, fiind utilizat în tratamentul schizofreniei și al psihozelor. Este un promedicament al perfenazinei. Calea de administrare disponibilă este cea orală.